# Dražmirovac
Dražmirovac (en serbe cyrillique : Дражмировац) est un village de Serbie situé sur le territoire de la ville de Jagodina, district de Pomoravlje. Au recensement de 2011, il comptait 411 habitants.

## Démographie
| 1948 | 1953 | 1961 | 1971 | 1981 | 1991 | 2002 | 2011 |
| ---- | ---- | ---- | ---- | ---- | ---- | ---- | ---- |
| 676  | 702  | 664  | 630  | 654  | 605  | 438  | 411  |

|  |